# Kasumigaura
Kasumigaura (かすみがうら市, Kasumigaura-shi) est une ville située dans la préfecture d'Ibaraki, sur l'île de Honshū, au Japon.

## Géographie

### Situation
Kasumigaura est située dans le centre de la préfecture d'Ibaraki.

### Démographie
En avril 2021, la population de la ville de Kasumigaura était de 40 951 habitants, répartis sur une superficie de 156,60 km2.

### Hydrographie
La ville est bordée par le lac Kasumigaura à l'est et au sud.

## Histoire
La bourg de Kasumigaura a été créé le 1er avril 1997 de la fusion des anciens villages de Shimootsu, Minami, Ushiwata, Saga, Anshoku et Shishiko. Il a acquis le statut de ville en 2005.